# Elaine Stritch
Elaine Stritch (Detroit, 2 februari 1925 – Birmingham (Michigan), 17 juli 2014) was een Amerikaans actrice. 
Stritch was van alle markten thuis, ze trad op in musicals, films en op televisie en het toneel. Ze won drie Emmy Awards: in 1990 (voor haar gastrol in Law & Order), in 2004 (voor haar op televisie uitgezonden solovoorstelling Elaine Stritch: At Liberty) en in 2007 (voor haar gastrol in 30 Rock). Voor de toneelversie van Elaine Stritch At Liberty werd haar in 2002 een Tony Award toegekend, na vier eerdere onverzilverde nominaties daarvoor.
Stritch trouwde in 1973 met de Engelse acteur John Bay en bleef samen met hem tot zijn overlijden in 1982. In 2014 stierf ze thuis op 89-jarige leeftijd. Ze werd begraven op het kerkhof van Skokie.

## Filmografie
*Exclusief televisiefilms
| - Romance & Cigarettes (2005) - Monster-in-Law (2005) - Autumn in New York (2000) - Small Time Crooks (2000) - Screwed (2000) - Krippendorf's Tribe (1998) - Out to Sea (1997) - Cadillac Man (1990) - Cocoon: The Return (1988) - September (1987) | - Providence (1977) - The Spiral Staircase (1975) - The Sidelong Glances of a Pigeon Kicker (1970) - Too Many Thieves (1966) - Who Killed Teddy Bear (1965) - Kiss Her Goodbye (1959) - The Perfect Furlough (1958) - A Farewell to Arms (1957) - Three Violent People (1956) - The Scarlet Hour (1956) |

## Televisieseries
*Exclusief eenmalige gastrollen
- 30 Rock - Colleen Donaghy (2007-2009, vijf afleveringen)
- 3rd Rock from the Sun - Martha Albright (1997-2001, twee afleveringen)
- Law & Order - Lanie Stieglitz (1992-1997, twee afleveringen)
- The Cosby Show - Mrs. McGee (1989-1990, drie afleveringen)
- The Ellen Burstyn Show - Sydney Brewer (1986-1987, dertien afleveringen)
- Two's Company - Dorothy McNab (1975-1979, 29 afleveringen)
- Pollyanna - Aunt Polly (1973, zes afleveringen)
- The Trials of O'Brien - Miss G (1965, drie afleveringen)
- My Sister Eileen - Ruth Sherwood (1960-1961, vijf afleveringen)

- Bibsys: 2044523
- Bibliothèque nationale de France: cb13938551z (data)
- Gemeinsame Normdatei: 134903986
- International Standard Name Identifier: 0000 0001 1887 7095
- Library of Congress Control Number: n83329072
- MusicBrainz: 8d484c99-7ec3-4a12-9514-d22b93c82891
- Nationale Bibliotheek van Tsjechië: xx0104534
- Nationale Bibliotheek van Israël: 987007459861505171
- Nationale Bibliotheek van Polen: a0000001255717
- Nederlandse Thesaurus van Auteursnamen: 387260064
- Système universitaire de documentation: 114140693
- Virtual International Authority File: 106991812
- WorldCat: E39PBJj8Tq43bRMpcRBYTQbjmd